# Killdeer
Killdeer è un centro abitato (city) degli Stati Uniti d'America, situato nella Contea di Dunn nello Stato del Dakota del Nord. Nel censimento del 2000 la popolazione era di 713 abitanti. La città è stata fondata nel 1914.

## Geografia fisica
Secondo i rilevamenti dell'United States Census Bureau, la località di Killdeer si estende su una superficie di 2,50 km², tutti occupati da terre.

## Popolazione
Secondo il censimento del 2000, a Killdeer vivevano 713 persone, ed erano presenti 182 gruppi familiari. La densità di popolazione era di 290 ab./km². Nel territorio comunale si trovavano 351 unità edificate. Per quanto riguarda la composizione etnica degli abitanti, il 93,97% era bianco, il 4,91% era nativo, lo 0,14% proveniva dall'Asia e lo 0,98% apparteneva a due o più razze. La popolazione di ogni razza ispanica corrispondeva allo 0,70% degli abitanti.
Per quanto riguarda la suddivisione della popolazione in fasce d'età, il 24,1% era al di sotto dei 18, il 5,2% fra i 18 e i 24, il 23,0% fra i 25 e i 44, il 22,0% fra i 45 e i 64, mentre infine il 25,7% era al di sopra dei 65 anni di età. L'età media della popolazione era di 43 anni. Per ogni 100 donne residenti vivevano 82,4 maschi.